# 19.
『 19. 』（ナインティーンピリオド）は、ЯeaLの1stフルアルバムである。2017年5月10日にSME Recordsから発売された。

## 概要
- バンド初のフルアルバム。タイトルは当初「.」（ピリオド）とする予定だったが、アルバムの内容が14歳でЯeaLを結成してからの5年間を総括する内容であること、リリースするタイミングがメンバー全員10代最後となる19歳であったことから、「区切り」という意味合いを込めてピリオドの前に「19」を付け加え、『19.』（ナイティーン・ピリオド）とした[4][5]。
- 収録曲の大半はRyokoが高校2年～3年生の頃に書いたものから選ばれている。「H.O.L.」「チョコレートコスモス」「カタリナ」は、歌詞・曲ともに修正することなく書かれた当時の形で採用。その他の曲もメロディや曲の構成を僅かに修正した程度で大筋は変えることなく採用されている。ただし「ナンセンス」は、他の収録曲に濃い内容のものが多く、全体的にボリューミーになりすぎていると考えたRyokoが、少し肩の力が抜けた曲も入れようとアルバム用に新たに書き下ろした楽曲である[4][5]。
- 販売形態はデジタル配信のほかに、CDのみの「通常盤」(SECL-2157)、CD+DVD仕様の「初回生産限定盤」(SECL-2155/6)の2形態でパッケージとしてリリースされている。なお初回生産限定盤には、メジャーデビュー後に発売された3枚のシングル曲と「星が見えないこの街で」（2ndシングル「仮面ミーハー女子」カップリング曲）のMVや2017年3月12日にTSUTAYA O-WESTにて行われたメジャーデビュー1周年記念イベント「ЯeaL Яock Яevolution vol.5」の模様を収録したDVDと「ЯeaL特製ステッカー」が付属する[6]。

## 収録内容
CD
1. カゲロウ  (4:02)
  - 作詞・作曲：Ryoko／編曲：渡辺拓也

3rdシングル
テレビ東京系アニメ「銀魂．」オープニングテーマ
2. ゆらりゆらりゆら  (4:01)
  - 作詞・作曲：Ryoko／編曲：板井直樹
3. ナンセンス (3:45)
  - 作詞・作曲：Ryoko／編曲：渡辺拓也
4. 仮面ミーハー女子 (3:34)
  - 作詞・作曲：Ryoko／編曲：渡辺拓也

2ndシングル
TBS系列情報バラエティー『ランク王国』(2016年) 8・9月度 オープニングテーマ[8]。
「SNS世代の本音」と「女子のヒエラルキー」がテーマになっている楽曲[9][10]。
5. H.O.L. (3:54)
  - 作詞：Ryoko　作曲・編曲：中村瑛彦
6. カタリナ (3:21)
  - 作詞・作曲：Ryoko／編曲：江口亮
7. チョコレートコスモス (3:47)
  - 作詞・作曲：Ryoko／編曲：橋本幸太

PVが制作され、YouTubeで公開された[11]。
8. エゴサーチ症候群 (4:18)
  - 作詞・作曲：Ryoko／編曲：渡辺拓也

好きでもない元カレのSNSを検索して、知らなくてもいいことを調べてしまう女子を描いた曲。Ryokoはこの曲で歌っている内容を「究極のエゴ」と語っている[12]。
9. 秒速エモーション (4:42)
  - 作詞・作曲：Ryoko／編曲：渡辺拓也

メジャーデビューシングル[13]。
10. それを恋と呼ぶのなら (4:28)
  - 作詞・作曲：Ryoko／編曲：渡辺拓也
11. スタートライン (5:05)
  - 作詞・作曲：Ryoko／編曲：ЯeaL、渡辺拓也

メジャーデビューシングル「秒速エモーション」カップリング曲

DVD（初回生産限定盤のみ）
1. 秒速エモーション (Music Video)
2. 仮面ミーハー女子 (Music Video)
3. 星が見えないこの街で (Music Video)
4. カゲロウ (Music Video)
5. 秒速エモーション (ЯeaL Яock Яevolution Vol.5 2017.3.12 Shibuya TSUTAYA O-WEST)
6. カゲロウ  (ЯeaL Яock Яevolution Vol.5 2017.3.12 Shibuya TSUTAYA O-WEST)
7. エゴサーチ症候群  (ЯeaL Яock Яevolution Vol.5 2017.3.12 Shibuya TSUTAYA O-WEST)